# Albanien ved sommer-OL 2024
Albanien deltog i sommer-OL 2024 i Paris, Frankrig i perioden 26. juli til 11. august 2024.
Albanien vandt to bronzemedaljer.

## Medaljer
| 2024 Paris | Guld | Sølv | Bronze | Total |
| Albanien   | 0    | 0    | 2      | 2     |

### Medaljevinderne
| Albanien under sommer-OL 2024 i Paris | Albanien under sommer-OL 2024 i Paris | Albanien under sommer-OL 2024 i Paris | Albanien under sommer-OL 2024 i Paris | Albanien under sommer-OL 2024 i Paris |
| Medalje                               | Navn                                  | Sport                                 | Event                                 | Dato                                  |
| ------------------------------------- | ------------------------------------- | ------------------------------------- | ------------------------------------- | ------------------------------------- |
| Bronze                                | Chermen Valiev                        | Brydning                              | Mændenes 74 kg fristil                | 10. august                            |
| Bronze                                | Islam Dudaev                          | Brydning                              | Herrernes 65 kg fristil               | 11. august                            |